# Col de Bessey-en-Chaume
Le col de Bessey-en-Chaume est un col autoroutier situé dans le département de la Côte-d'Or en Bourgogne-Franche-Comté au nord-ouest de Beaune. Son altitude est de 565 mètres et il enjambé par un pont à 576 mètres sur la route départementale.

## Géographie
Le col se situe sur la commune de Bessey-en-Chaume au nord du village, en limite orientale de l'Auxois et dans le massif de la côte d'Or célèbre pour son vignoble et qui a donné son nom au département. Dans un environnement forestier, il est sur la ligne de partage des eaux entre Atlantique et Méditerranée.
Sa singularité est de se trouver depuis 1970 sur un axe très fréquenté, l'autoroute A6 (E15 - E60), et sous un pont enjambant cette autoroute pour la route départementale 104A. Il constitue le point culminant de l'autoroute A6.

## Histoire
Situé sur un tronçon limité à 110 km/h, sinueux avec une pente descendante importante, le radar automatique installé sur l'autoroute au niveau du col en direction de Lyon a enregistré 102 462 excès de vitesse en 2014, le classant en sixième position pour la France. Il a été modernisé en 2017 et 2021.

## Activités

### Énergies renouvelables
À une centaine de mètres du col et à proximité immédiate d'un important mât éolien en fonctionnement, un projet photovoltaïque de 6 hectares développé par EDF Renouvelables doit être concrétisé en 2021 sur un terrain délaissé de la gestion de l'autoroute.

### Randonnée
Le sentier de grande randonnée 7 s'éloigne quelque peu de l'exacte ligne de partage des eaux qui le caractérise en passant au sud-est sur un itinéraire plus pittoresque traversant le hameau de Clavoillon.

### Cyclisme
Avec de nombreux accès possibles par des routes bucoliques, il est apprécié des cyclistes.